# IC 420
IC 420 је емисиона маглина у сазвјежђу Орион која се налази на листи објеката дубоког неба у Индекс каталогу.
Деклинација објекта је - 4° 30' 17" а ректасцензија 5h 32m 9,4s. IC 420 је још познат и под ознакама LBN 963.